# Katheru
Katheru es una ciudad censal situada en el distrito de Godavari Este en el estado de Andhra Pradesh (India). Su población es de 23572 habitantes (2011). Se encuentra a 57 km de Kakinada y a 132 km de Vijayawada. 

## Demografía
Según el censo de 2011 la población de Katheru era de 23572 habitantes, de los cuales 11784 eran hombres y 11788 eran mujeres. Katheru tiene una tasa media de alfabetización del 81,41%, superior a la media estatal del 67,02%: la alfabetización masculina es del 85,38%, y la alfabetización femenina del 77,41%.